# Gułag (film 1985)
Gułag (org. Gulag) – dramat produkcji amerykańskiej z 1985 roku w reż. Rogera Younga.

## Opis fabuły
Moskwa tuż przed olimpiadą. Były sportowiec i amerykański korespondent telewizyjny Mickey Almon otrzymuje od swojego radzieckiego kierowcy Jurija propozycję wywiezienia na Zachód ważnych materiałów naukowych. Wbrew radom kolegów i żony decyduje się przyjąć przesyłkę. W momencie jej odbierania zostaje natychmiast aresztowany przez KGB. Cała historia okazuje się być prowokacją radzieckich specsłużb, które w ten sposób chcą zniechęcić wszystkich zachodnich uczestników nadchodzącej olimpiady, do jakichkolwiek prób nawiązywania kontaktów z radzieckimi dysydentami lub "antyradzieckich zachowań". Poddany kilkutygodniowym przesłuchaniom, więziony w ciężkich warunkach, Mickey w końcu załamuje się i decyduje przyznać do szpiegostwa w zamian za obietnicę deportacji do USA. Jednak tuż po złożeniu obciążającego siebie oświadczenia, zamiast na lotnisko zostaje wsadzony do więziennego wagonu i z wyrokiem 10 lat łagru wywieziony na północ. W trudnych obozowych warunkach nie przestaje myśleć o ucieczce, a brak kolejnej paczki od swojej ukochanej żony sprawia, że podejmuje ostateczną decyzję. Ucieczka z łagru nie jest jednak rzeczą łatwą – jeśli nawet uda się opuścić obóz, przed uciekinierem 1000 kilometrów wędrówki po śnieżnej krainie. Jednak Mickey zainspirowany "magicznymi sztuczkami" jednego ze współwięźniów iluzjonisty-amatora Diczeka wpada na oryginalny pomysł. Wraz z dwójką współwięźniów-przyjaciół – Anglikami Kennethem i Hookerem, podczas prac przy rozładunku wagonów buduje z desek "drugą" ścianę w jednym z wagonów. Ukrytym za nią trzem zbiegom udaje się przejść niezauważonymi kontrolę strażnika i opuścić teren obozu. Przedzierając się przez śnieżne bezludzie, uciekając przed pościgiem, tylko Mickey i Kenneth w końcu docierają szczęśliwie do granicy z Norwegią. Nie ma już z nimi Hookera, który łamiąc nogę podczas upadku ze skały zamarza w drodze, wleczony przez kolegów. Jego śmierć ratuje jednak życie dwóm uciekinierom, przymuszonych głodem do kanibalizmu. W ostatnich scenach filmu, podczas uroczystego powitania w Oslo, Mickey pada w objęcia ukochanej żony.

## Obsada aktorska
- David Keith – Mickey Almon
- Malcolm McDowell – Kenneth
- David Suchet – Matwiej
- Warren Clarke – Hooker
- John McEnery – Diczek
- Nancy Paul – Susan Almon
- Brian Pettifer – Własow
- George Pravda – śledczy Bukowski
- Eugene Lipinski – prowokator Jurij
- Shane Rimmer – Jay
- Ray Jewers – reporter TV w Oslo
- Bogdan Kominowski – strażnik zraniony w rękę
- Peter Lindbaek – pogranicznik norweski
- Erik Malm – pogranicznik norweski
- Nigel Bennett – strażnik na Łubiance
- John Benfield – strażnik na Łubiance
- Morten Borgersen – strażnik na Łubiance
- Rolf Iversen – strażnik na stacji
- Bjørn Sundquist – funkcjonariusz KGB
- Aril Martinsen – funkcjonariusz KGB
- Jannik Bonnevie – przewodnik
- Per Tofte – strażnik obozowy
- Rannov Nilsen – strażnik obozowy
- Vidar Wold Haavik – strażnik obozowy

i inni.

## Źródła
- Recenzja filmu w The New York Times